# Strawberry Point (Iowa)
Strawberry Point es una ciudad situada en el condado de Clayton, Iowa, Estados Unidos. Tiene una población estimada, a mediados de 2023, de 1147 habitantes.

## Geografía
La localidad está ubicada en las coordenadas 42°40′50″N 91°32′05″O / 42.68056, -91.53472 (42.680489, -91.53478). Según la Oficina del Censo, tiene una superficie de 5.41 km², correspondientes en su totalidad a tierra firme.

## Demografía
Según el censo de 2020, en ese momento había 1155 personas residiendo en la localidad. La densidad de población era de 213.5 hab./km². El 94.2% de los habitantes eran blancos, el 0.4% eran afroamericanos, el 0.5% eran amerindios, el 0.2% eran isleños del Pacífico, el 0.2% eran de otras razas y el 4.5% eran de una mezcla de razas. Del total de la población, el 2.2% eran hispanos o latinos de cualquier raza.